# Vertières
Vertières, quartier historique d'Haïti situé dans le département du Nord à 3,45 km au sud de la ville Cap-Haïtien.

## Histoire
Vertières est le lieu du combat décisif qui conduisit à l'Indépendance de la République d'Haïti le 1er janvier 1804. La dernière grande bataille armée qui a mis fin à la domination française sur les nègres esclaves a eu lieu en date du 18 novembre 1803 sur la Colline de Vertières. Cette lutte armée opposait, entre autres, le général Jean-Jacques Dessalines et François Capois de l’armée indigène et le général Rochambeau de l’armée napoléonienne de France.
Sous le gouvernement du général Paul E. Magloire (1950 -1956), un monument a été érigé dans ce lieu dans le cadre du 150ème anniversaire de la Bataille de Vertières.